# Sansac-de-Marmiesse
Sansac-de-Marmiesse är en kommun i departementet Cantal i regionen Auvergne-Rhône-Alpes i mitten av Frankrike. Kommunen ligger  i kantonen Aurillac 2e Canton som ligger i arrondissementet Aurillac. År 2022 hade Sansac-de-Marmiesse 1 388 invånare.

## Befolkningsutveckling
Antalet invånare i kommunen Sansac-de-Marmiesse
Referens:INSEE